# 红岸街道
红岸街道（达斡尔语：《达汉对照词典》记音符号）是中国黑龙江省齐齐哈尔市富拉尔基区下辖的一个街道，位于富拉尔基区的中心地带。
其包括的区划有华孚社区、燕北社区、中市社区、新光社区、繁胜社区、奋斗社区、公园社区、兴隆社区等社区。